# 姉小路済俊
姉小路 済俊（あねがこうじ なるとし/なりとし）は、戦国時代の公家・大名。飛騨国司。姉小路家当主。

## 生涯
永正3年（1506年）、姉小路済継の子として誕生。
永正9年（1512年）、従五位下に叙爵し、永正12年（1515年）に侍従に任ぜられる。
永正15年（1518年）5月、父・済継が没すると家督を継いで飛騨国司となり、大永元年（1521年）左近衛少将、大永2年（1522年）正五位下に叙任されるが、この頃には既に家臣の三木家が台頭し始めていた。
大永7年（1527年）7月12日、卒去。享年22。戦国大名としては目立った戦果は挙げられなかったものの、生没年のほぼ正確な記録が残っている。
済俊没後は、弟・田向重継（高綱?）が家督を継承するもかつての勢いはなく、江馬時盛や三木直頼らの台頭を抑えきれず、姉小路氏は三木氏と同化していった。

## 官歴
『諸家伝』による。
- 永正9年（1512年） 11月22日：従五位下（叙爵）
- 永正12年（1515年） 12月30日：侍従
- 永正15年（1518年） 12月13日：従五位上
- 大永元年（1521年） 12月14日：左近衛少将
- 大永2年（1522年） 正月5日：正五位下。3月29日：美濃権介

## 系譜
『系図纂要』による。
- 父：姉小路済継
- 母：不詳
- 妻：不詳
- 生母不明の子女
  - 男子：姉小路秀綱（1526年 - ?） - 叔父姉小路高綱の養子
- 養子
  - 男子：姉小路済光